# Leila De Floriani
Leila De Floriani es una científica informática estadounidense-italiana y profesora de la Universidad de Maryland en College Park. Anteriormente fue profesora en la Universidad de Génova (Italia). Fue presidenta de la IEEE Computer Society 2020 y editora en jefe de IEEE Transactions on Visualization and Computer Graphics de 2015 a 2018. En 1977, recibió el título avanzado en matemáticas de la Universidad de Génova.
Fue nombrada miembro de la Asociación Internacional para el Reconocimiento de Patrones en 1998 por sus contribuciones al modelado geométrico y el análisis de imágenes, y miembro de la Asociación Eurographics en 2020 por sus destacadas contribuciones, liderazgo y servicio en los campos de los gráficos por computadora, la visualización y los fundamentos. Contribución al inicio de una de las comunidades de investigación en Geometría y Gráficos más importantes de Italia. También es pionera de la Solid Modelling Association por su trabajo fundamental en el modelado de sólidos y basado en características y miembro incorporado de la IEEE Visualization Academy. Es miembro Golden Core de la IEEE Computer Society y miembro incorporado de la IEEE Honor Society Eta Kappa Nu.